# Cantone di Rémuzat
Il Cantone di Rémuzat era un cantone della Francia dell'arrondissement di Nyons.
A seguito della riforma approvata con decreto del 20 febbraio 2014, che ha avuto attuazione dopo le elezioni dipartimentali del 2015, è stato soppresso.

## Composizione
Comprendeva i comuni di:
- La Charce
- Chauvac-Laux-Montaux
- Cornillac
- Cornillon-sur-l'Oule
- Lemps
- Montferrand-la-Fare
- Montréal-les-Sources
- Pelonne
- Le Poët-Sigillat
- Pommerol
- Rémuzat
- Roussieux
- Sahune
- Saint-May
- Verclause
- Villeperdrix